# ザイド派
ザイド派（ザイドは、アラビア語: زيدية, ラテン文字転写: Zaydīyatun, 英: Zaidism）は、イスラーム教シーア派の分派の一つ。他のシーアと異なり、イマームの血統よりも勇気と行動力を重視する（#ザイド派の成立）。
ザイド派は、歴史的には、アリーの曾孫ザイド・ブン・アリーに忠誠を誓った者たちの党派である。ザイドは740年にウマイヤ朝のカリフ、ヒシャーム・ブン・アブドル・マリクに対して、クーファで反乱（ザイドの蜂起）を起こしたが、数日間で鎮圧され、処刑された（#ザイドの蜂起）。
その後にザイド支持者たちが形成した党派がザイド派である。ザイド派の思想は、カスピ海南岸地域、イエメン、マグリブといったスンナ派イスラーム帝国の周縁に広まり、中央に対抗する地方政権を支えるイデオロギーにもなった（#ザイド派政権）。

## ザイドの蜂起
西暦680年のカルバラーの惨劇後、熱狂的な親アリー勢力の一人、ムフタール・アッ＝サカフィーは、ハサンやフサインの異母弟であるムハンマド・ブン・アリー（イブン・ハナフィーヤ）を擁立して、親アリー勢力を軍営都市クーファに糾合し、マッカにおけるイブン・ズバイルの反乱のすぐ後に、シリアを根拠地にするウマイヤ家に対して反乱を起こした（685年）。ムフタールの軍は一時、バスラを除くイラク中南部をすべて押さえる勢いであったが、フサインの血の復讐といった当初の目的を達成すると力を失い、687年に平定された。ムフタールの支持者はカイサーン派と呼ばれ、預言者ムハンマドからアリーに受け継がれた宗教的カリスマが、その暗殺後、ハサン、フサイン、ムハンマド（イブン・ハナフィーヤ）へと受け継がれていったとした。しかしながら、その後を誰が受け継ぐかという問題をめぐって諸派に分裂した。
他方で、フサインの息子たちの中で唯一人、カルバラーの惨劇後も生き残ったアリー・ブン・フサイン（ザイヌル・アービディーン）は、上述のような（アラブ帝国の）第2次内乱期中、マディーナで隠遁生活を送っていた。ザイヌル・アービディーンの息子たちの中には、ムハンマド（バーキルル・イルム）とザイドの2人がいた。バーキルが政治から距離を置き学究生活を送ったのに対し、ザイドは積極的な政治参加を志向した。
ムフタールの乱鎮圧後のクーファではカイサーン派諸派がまだ活動を続けていたが、それらも含めた親アリー勢力の人々の間では、アリーの後継者として、ハサン家の男子を推す声が高まっていた。ザイドは、そのような状況下のクーファを訴訟のために訪れた。そして、クーファの民の一部の支持を受けて、ヒジュラ暦122年サファル月（西暦740年）に、蜂起した（ザイドの蜂起）。しかしながら、その動きは事前にウマイヤ朝のイラク総督の察知するところになり、蜂起は数日のうちに鎮圧され、ザイドは捕らえられて処刑された。

## ザイド派の成立
スンナ派ハナフィー法学派の学祖、アブー・ハニーファは、ザイドの蜂起にこそ加担しなかったものの、その主張には賛意を表明し、ザイドに資金援助も行った。
ザイド派は、他のシーアと同じくイマーマを重視する。一方で、アリーの子孫ならば誰にでもイマームたる資格があるとする点で、他のシーアと異なる。また、イマームの無謬性を否定する点で、現代のシーア派最大多数派である十二イマーム派と異なる。
法学理論に関しては、ザイド・ブン・アリーが残した『マジュムーア・フィクフ』(アラビア語: مجموع الفِقه, Majmu’ al-Fiqh)に記載された教えに従う。ザイド派のフィクフ（イスラーム法学）は、ハナフィー学派に似ている。
神学理論に関しては、ムゥタズィラ学派と全く同じではないが非常に近い。両派の間にはイマームの権威を認めるか認めないかという違いがある以外に相違点は少ない（ムゥタズィラ学派は認めない）。シーア派の中では非常にスンニ派に似ている。なぜなら、ザイド主義はスンニ派の学者と教理と法理論を共有するからである。
信仰に関しては、ウマイヤ朝が暴政を行い堕落しているとして反乱軍を率いたザイド・ブン・アリーこそがイマームを継ぐべき正統者だと信じる。ムハンマド・バーキルは政治的な行動を起こしておらず、ザイドに従った者たちは真のイマームは堕落した支配者と戦わねばならぬと信じた。
ザイド派はフサイン・ブン・アリーの孫ザイド・ブン・アリーとその子孫をイマーム（最高指導者）として認める。この点、第4代正統カリフアリー・イブン・アビー・ターリブと妻ファーティマとの子孫のみを正当なイマームとみなす、他のシーア派の大多数と異なる。

## タバリスターン

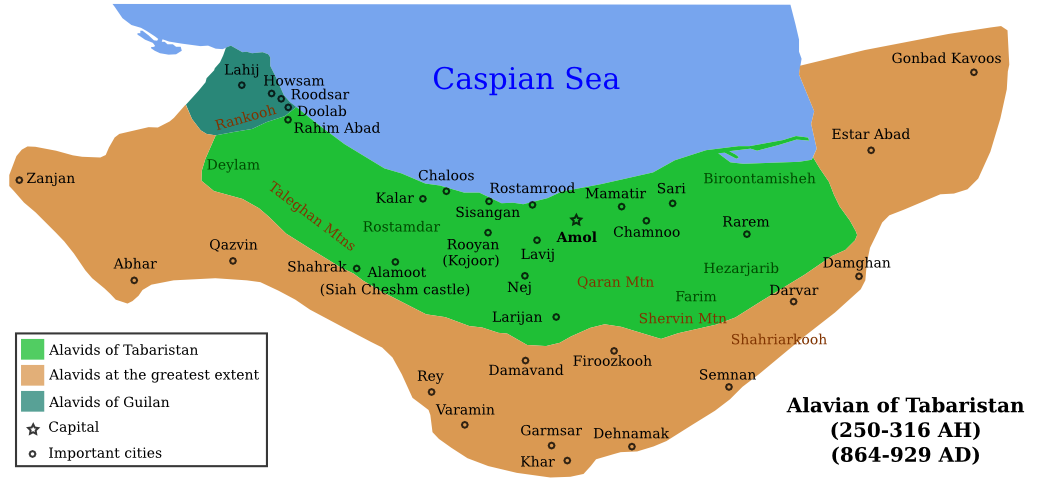
9世紀-10世紀タバリスターンのザイド派政権、アラヴィー朝の勢力範囲。

ザイドの蜂起の際、積極的にこれを支持したアブル・ジャールード・ハマダーニーの神学理論は、当時のクーファで支配的であったムゥタズィラ学派の論と異なり、決定論的であった。また、アブー・バクルやウマルの正当性を認めず、この点でもザイド派の主流とは異なり、彼を支持した一派はザイド派における最初の分派になった。後にタバリスターン地方やヤマーマ地方に浸透したザイド派は、このジャールード派であった。
アラヴィー朝は、ザイド・ブン・アリーの子孫とされるハサン・ブン・ザイド（ダーイー・キャビール）をアミールとして、864年にタバリスターンのデイラマーンにおいて自立した政権である。928年にスンナ派のサーマーン朝によりアミールが殺されるまで続き、約40年後にギーラーン地方で再興、1126年まで続いた。タバリスターン、ギーラーン、ダイラムのザイド派政権はサファヴィー朝初期まで続いた。

## マグリブ

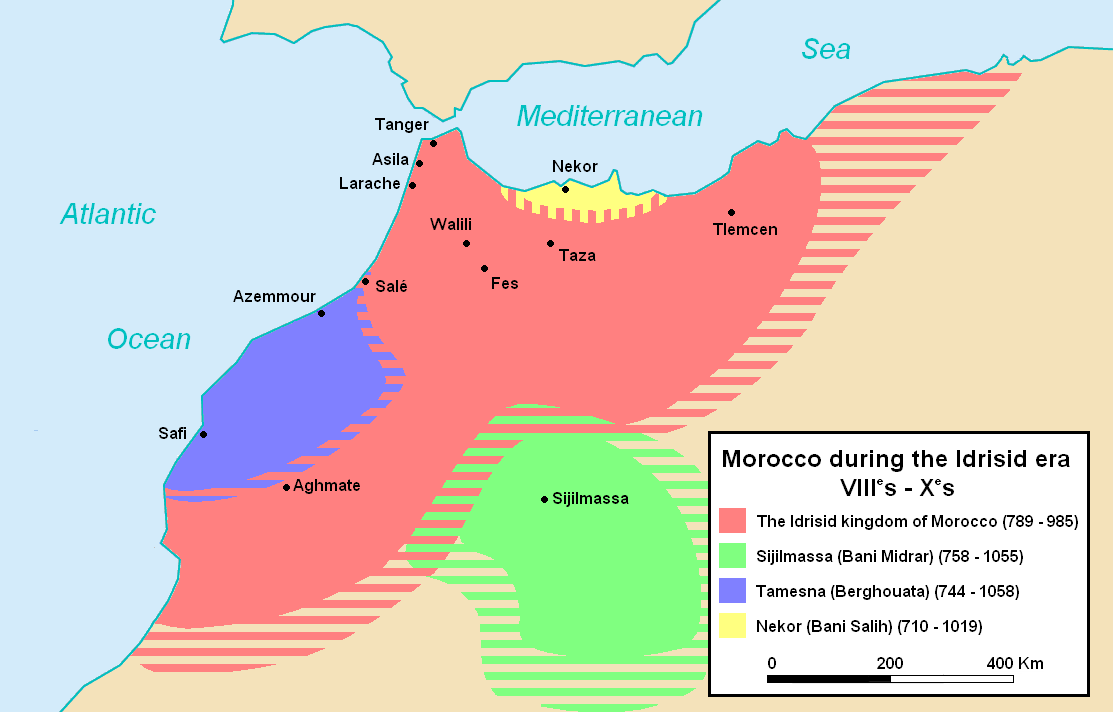
8世紀-11世紀マグリブのザイド派政権、イドリース朝の勢力範囲。

モロッコを中心にしたマグリブに成立したイドリース朝は、ハサン家の一人、イドリース・ブン・アブドゥッラーがベルベル人の支持を得て建国した。
ベルベル人の一部族、ハンムード族（バヌー・ハンムード）によるハンムード朝は、11世紀イベリア半島のアンダルシアに群居したターイファ諸王朝の一つで、マラガを40年ほどの間支配した（1016年－1058年）。
マグリブのザイド派政権は、ジャールード派ではない。

## アラビア半島

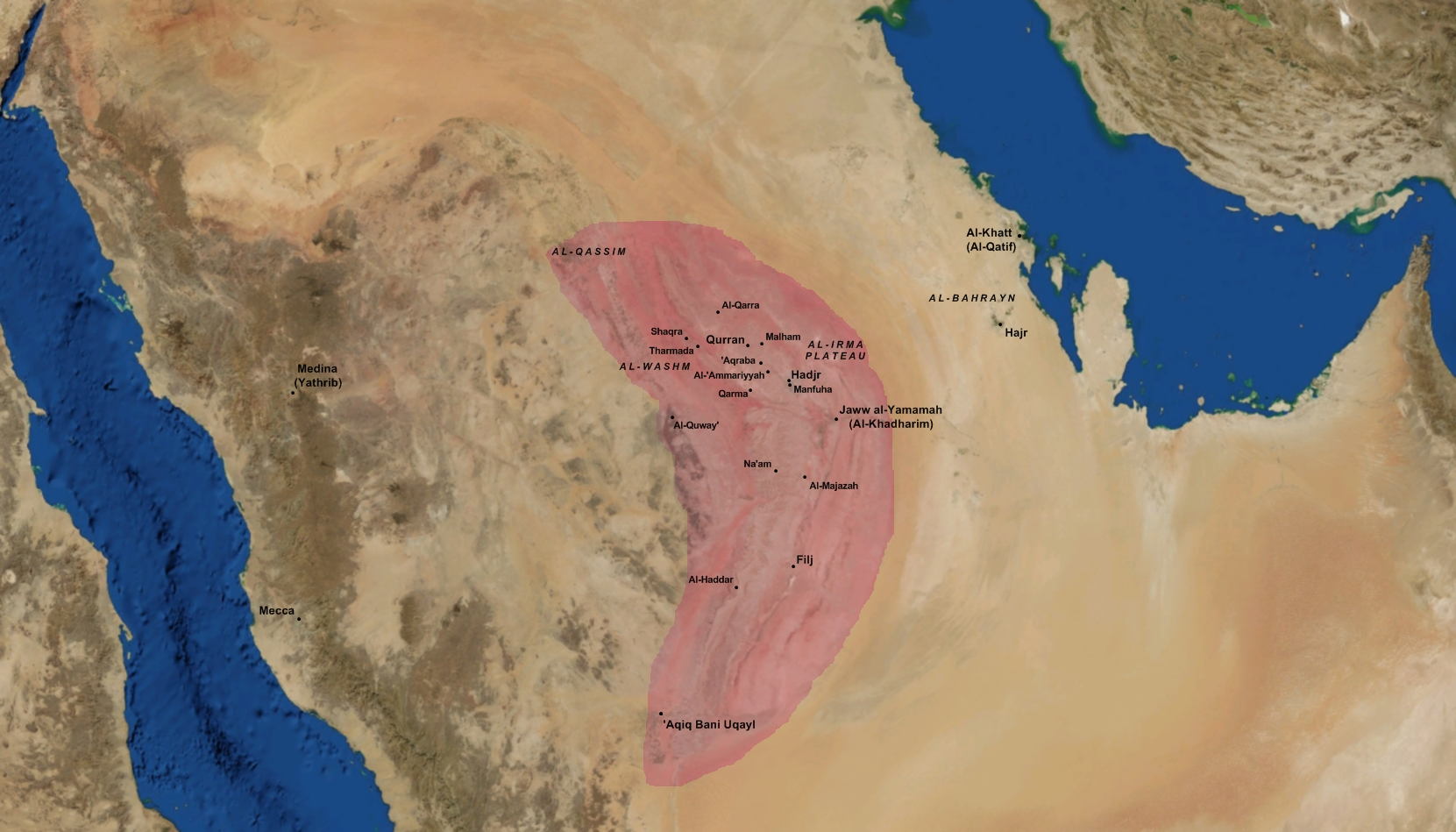
9世紀-11世紀アラビア半島中央部のザイド派政権、ダウラ・ウハイディリーヤの勢力範囲。

ダウラ・ウハイディリーヤ9世紀のアラビア半島中央部のヤマーマ地方は、一時期、アッバース朝に反乱を起こしたアラブ人の一部族であるウハイディル族（バヌー・ウハイディル）に支配されていた（867年－）。この首長国ダウラ・ウハイディリーヤは少なくとも11世紀中葉まで存続した。
イエメン・ムタワッキリテ王国イエメン・ムタワッキリテ王国は、1918年から1962年までザイド派の多い北イエメンに存在した王国（cf. イエメンのシーア派諸王朝）。
ザイド派のコミュニティは、12,13世紀から、イエメンのイマームか、若しくは、それに対抗するイランのイマームを認めるようになった。
893年にはイエメンにラッシー朝を築いた。イエメンのイマームは1962年のイエメン王国崩壊まで継続した。ザイド派武装組織フーシは、2015年1月イエメン政府の実権を完全に掌握した。

## 脚注

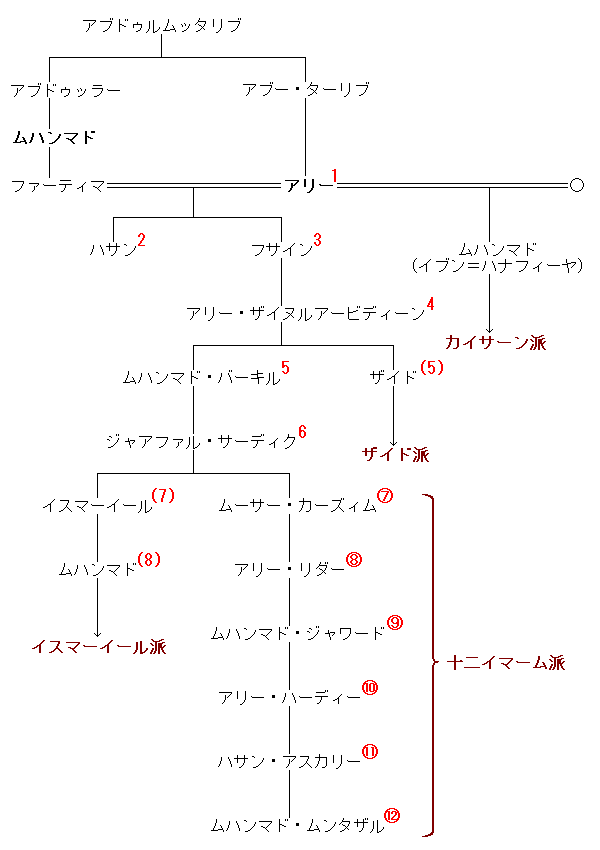
シーア派主要分派の系統